# نخل‌های گیلاسی
نخل‌های گیلاسی (نام علمی: Pseudophoenix) نام یک سرده از تیره نخل است.